# Accessibilité des travailleurs handicapés en milieu ordinaire
L’accessibilité c’est « permettre aux personnes handicapées de circuler avec la plus grande autonomie possible, d'accéder aux locaux et équipements, d'utiliser les équipements et les prestations, de se repérer et de communiquer ».
En France, la notion de handicap est définie par la loi no 2005-102 du 11 février 2005 pour l'égalité des droits et des chances, la participation et la citoyenneté des personnes handicapées, codifiée à l'article L. 114 du Code de la santé publique
Le législateur français souhaite ouvrir le marché du travail aux personnes handicapées. Ainsi, le droit du travail facilite l’accessibilité des travailleurs handicapés en milieu ordinaire de travail. Cela favorise leur insertion professionnelle ou leur maintien dans l'emploi. Les employeurs doivent prendre des mesures adaptées à leur handicap. 

## Les bénéficiaires de l'accessibilité en entreprise: les travailleurs handicapés
Les bénéficiaires sont toutes les personnes handicapées qui ont fait l’objet d’une reconnaissance de leur qualité de travailleur handicapé (RQTH) par la commission des droits et de l'autonomie des personnes handicapées (CDAPH).

L’article L. 5213-1 du Code du travail dispose qu’ :  
« Est considérée comme travailleur handicapé toute personne dont les possibilités d'obtenir ou de conserver un emploi sont effectivement réduites par suite de l'altération d'une ou plusieurs fonctions physique, sensorielle, mentale ou psychique ».

## Les titulaires de l'obligation d'accessibilité: les employeurs en milieu ordinaire
Cette obligation d’accessibilité des travailleurs handicapés s’impose aux employeurs. En effet, le Code du travail prévoit que tout employeur qui emploie au moins 20 salariés doit compter dans son effectif 6 % de travailleurs handicapés.
Avec l’embauche directe de travailleurs handicapés, l’employeur s’acquitte de son obligation d’emploi des travailleurs handicapés (OETH). 
Le champ d’application de l’OETH est restreint au milieu ordinaire de travail. Celui-ci regroupe les employeurs privés (entreprises, associations) et publics (Trois fonctions publiques : État, territoriale et hospitalière) du marché du travail. Les entreprises adaptées (EA)  et les centres de distribution de travail à domicile (CDTD)  se voient aussi imposer l’OETH. Le milieu ordinaire de travail se définit en opposition au milieu protégé dont font partie les établissements et services d’aide par le travail (ESAT). 

## Accessibilité des lieux de travail
L’accessibilité des lieux de travail est permise quand les travailleurs handicapés « peuvent accéder à ces lieux, y circuler, les évacuer, se repérer, communiquer, avec la plus grande autonomie possible ». 

Le Code du travail définit les lieux de travail comme étant : 
« les lieux destinés à recevoir des postes de travail, situés ou non dans les bâtiments de l'établissement, ainsi que tout autre endroit compris dans l'aire de l'établissement auquel le travailleur a accès dans le cadre de son travail ».
L’accessibilité des lieux de travail n’est pas soumise au régime juridique issu de la loi no 2005-102 du 11 février 2005 pour l'égalité des droits et des chances, la participation et la citoyenneté des personnes handicapée, imposant une obligation d’accessibilité dans les établissements recevant du public (ERP).

### L'accessibilité des travailleurs aux bâtiments neufs
L’article R. 4214-26 du Code du travail prévoit qu’une entreprise qui fait construire un bâtiment neuf ou une partie neuve dans un bâtiment existant doit rendre accessible ces lieux de travail aux travailleurs handicapés.
L’arrêté du 27 juin 1994 relatif aux dispositions destinées à rendre accessibles les lieux de travail aux personnes handicapées (nouvelles constructions ou aménagements) en application de l'article R. 235-3-18 du code du travail précise les dispositions à respecter par l’employeur et le maître d’œuvre lors de la conception des lieux de travail.
L’employeur doit prévoir une ou plusieurs places réservées aux travailleurs handicapés dans les parcs de stationnement automobile (articles 5 et 8 de l’arrêté du 27 juin 1994).
Le cheminement des travailleurs handicapés dans l’entreprise est régi par l’article 2 de l’arrêté du 27 juin 1994. L’article R. 4216-5 du Code du travail prévoit la largeur minimale du cheminement et des portes dans l’entreprise. 
L’employeur doit prévoir une ou plusieurs installations sanitaires pour permettre l’accès et l’usage autonome par les travailleurs handicapés (article 6 de l’arrêté du 27 juin 1994, articles R. 4217-2 et R. 4225-7).
Les travailleurs handicapés doivent avoir accès à un local de restauration et de repos (article 7 de l’arrêté du 27 juin 1994).
Les articles 3 et 4 de l’arrêté du 27 juin 1994 précisent les dispositions applicables pour l’accès entre les étages (escaliers et ascenseur) par les travailleurs handicapés.
Depuis le 10 mai 2012, l’employeur doit aménager des espaces d’attente sécurisés pour mettre les travailleurs handicapés en sécurité lors d’évacuation en cas d’incendie (R. 4216-2 à R. 4216-2-3, R. 4227-13, R. 4227-38).  

### L'accessibilité des travailleurs aux bâtiments existants
Aucun texte français ne définit les normes d’accessibilité applicables aux bâtiments de travail existants, c’est-à-dire aux bâtiments construits ou aménagés avant l’embauche du travailleur handicapé ou la reconnaissance d’un salarié comme travailleur handicapé.
Néanmoins, cela n’a pas pour effet d’exonérer l’employeur d’adapter les locaux de travail pour les rendre accessibles puisqu’il demeure soumis à l’obligation d’aménagement raisonnable envers les salariés. Ainsi, même si l’employeur n’est pas contraint de rendre le local accessible du fait de la réglementation en matière d’accessibilité, il devra s’exécuter, afin de respecter l’égalité de traitement en matière d’emploi entre une personne en situation de handicap et les autres travailleurs.

## Aménagement des postes de travail
Selon l’article L. 5213-6 du Code du travail, les employeurs doivent prendre des mesures appropriées pour permettre aux travailleurs handicapés d’accéder à un emploi ou de se maintenir dans un emploi. Ces mesures passent notamment par l’aménagement des postes de travail. 
Le poste de travail est entendu comme l’ensemble des activités exercées par un salarié dans un emploi déterminé. 
Les charges consécutives à la mise en place de ces mesures ne doivent pas être disproportionnées. La proportionnalité est appréciée au regard des aides et de la situation de l’employeur. Pour l’aménagement des postes de travail, des aides financières sont accordées par l'État (R. 5213-32) et par l’association de gestion du fonds pour l’insertion des personnes handicapés (AGEFIPH). 
L’aménagement du poste de travail peut être effectué à l’occasion de l’embauche d’un salarié handicapé ou de l’aggravation du handicap d’un salarié déjà en poste.
L’aménagement du poste de travail des travailleurs handicapés s’étendra au télétravail (loi no 2016-1088 du 8 août 2016 relative au travail, à la modernisation du dialogue social et à la sécurisation des parcours professionnels).
Dès le 8 août 2019, l’employeur devra s’assurer que le poste de travail des personnes handicapées soit accessible au télétravail (Article L. 5213-6 dans sa version à venir au 8 août 2019). 

### L'accessibilité numérique
Pour permettre le télétravail des personnes handicapées, l'employeur devra s'assurer que les logiciels installés sur leur poste de travail soient accessibles (Article L. 5213-6 dans sa version à venir au 8 août 2019).
Avant l'entrée en vigueur de cette disposition le 8 août 2019, l’employeur est tenu, de par l’obligation d’aménagement raisonnable, de mettre à disposition des salariés, des logiciels accessibles. Ces logiciels accessibles sont ceux disponibles sur le marché. En cas d'absence de logiciels accessibles, il doit mettre en place des modalités de télétravail adaptées aux besoins de la personne en situation de handicap.  

Concernant le secteur public, la loi no 2016-1321 du 7 octobre 2016 pour une République numérique a introduit, à l’article 6 sexies de la loi no 83-634 du 13 juillet 1983, l’obligation suivante : 
« Ces mesures incluent notamment l’aménagement de tous les outils numériques concourant à l’accomplissement de la mission des agents, notamment les logiciels métiers et de bureautique ainsi que les appareils mobiles ».
Ces dispositions sont d’application immédiates contrairement à celles du secteur privé.

### Ouvrages
- Bertrand Lucas, Le travailleur handicapé aux portes de l'inclusion, Grenoble, Presses universitaires de Grenoble, avril 2015, 169 p. (ISBN 978-2-7061-2269-9)
- Christophe Pernet et Dominique Savard, Travailleurs handicapés en milieu ordinaire, Toulouse, Les éditions Eres, 27 août 2009, 276 p. (ISBN 978-2-7492-1102-2)
- Stratégies d'emploi pour promouvoir l'égalité des chances en faveur des personnes handicapées sur le marché du travail : Intégration des personnes handicapées, Strasbourg, Éditions du Conseil de l'Europe, 2000 (ISBN 92-871-4215-7)
- Pascal Boes Fabrice Gutnik et Fabrice Gutnik, Travailleurs handicapés : de la reconnaissance à l'emploi, Vuibert, 29 octobre 2004, 188 p. (ISBN 978-2-7117-8794-4)
- Kompany Soraya, L' accessibilité des lieux de travail : présentation des textes réglementaires pour les employeurs et les travailleurs handicapés, Éditions du Puits fleuri, 2009, 318 p. (ISBN 978-2-86739-393-8)
- Joël Zaffran, Accessibilité et Handicap, Grenoble, Presses universitaires de Grenoble, 5 février 2015, 321 p. (ISBN 978-2-7061-2225-5)
- Collectif Francis Lefebvre, Mémento pratique Francis Lefebvre: Social, Éditions Francis Lefebvre, 1er février 2010, 1425 p. (ISBN 978-2-85115-833-8), p. 582
- Pierre Blanc, Marie-Renée Guével, Dominique Velche, L'emploi des personnes en situation de handicap en Europe: Qui fait quoi ? Et comment ?, Chronique Sociale, 23 août 2018, 191 p. (ISBN 978-2-36717-549-2)

### Articles de presse
- Europe 1, « Accessibilité des handicapés : les députés proposent un label pour les entreprises vertueuses », Europe 1,‎ 15 septembre 2018 (lire en ligne)
- L'Humanité, « L’accessibilité pour les personnes handicapées n’est pas négociable », L'Humanité,‎ 17 mai 2018 (lire en ligne)
- Clarisse Josselin, « L’accessibilité des handicapés à l’emploi reste insuffisante », Revue Force Ouvrière,‎ 13 décembre 2017 (lire en ligne)
- Sylvie Laidet, « Sophie Cluzel : «Ce n’est pas aux personnes handicapées de s’adapter systématiquement, mais à l’entreprise» », 20 minutes,‎ 18 novembre 2018 (lire en ligne)
- Yvan Lachaud, « Ce doit être une priorité de la nation », Reliance,‎ 2007, p. 61 (lire en ligne)
- Thomas Nivelet, « Accessibilité des travailleurs handicapés et aménagement des lieux et postes de travail », Travail et sécurité, no 789,‎ décembre 2017 (lire en ligne)